# Московский район (Минск)
Московский район (бел. Маскоўскі раён) — один из 9 административных районов Минска.

## История
Московский район образован в 1977 году Указом Президиума Верховного Совета БССР за счёт разукрупнения Октябрьского и Фрунзенского районов города.
За достижение в 2023 году наилучших показателей в сфере социально-экономического развития Московский район г. Минска (вместе с Ленинским районом г. Бреста и Центральным районом г. Минска) признан победителем соревнования (среди городов и районов в городах) и занесён на Республиканскую доску Почёта.
Московский район г. Минска (среди городов и районов в городах) признан победителем соревнования и занесён на Республиканскую доску почёта за достижение в 2024 году высоких результатов в сфере социально-экономического развития (вместе с городом Брестом и Московским районом г. Бреста).

## Жилые районы

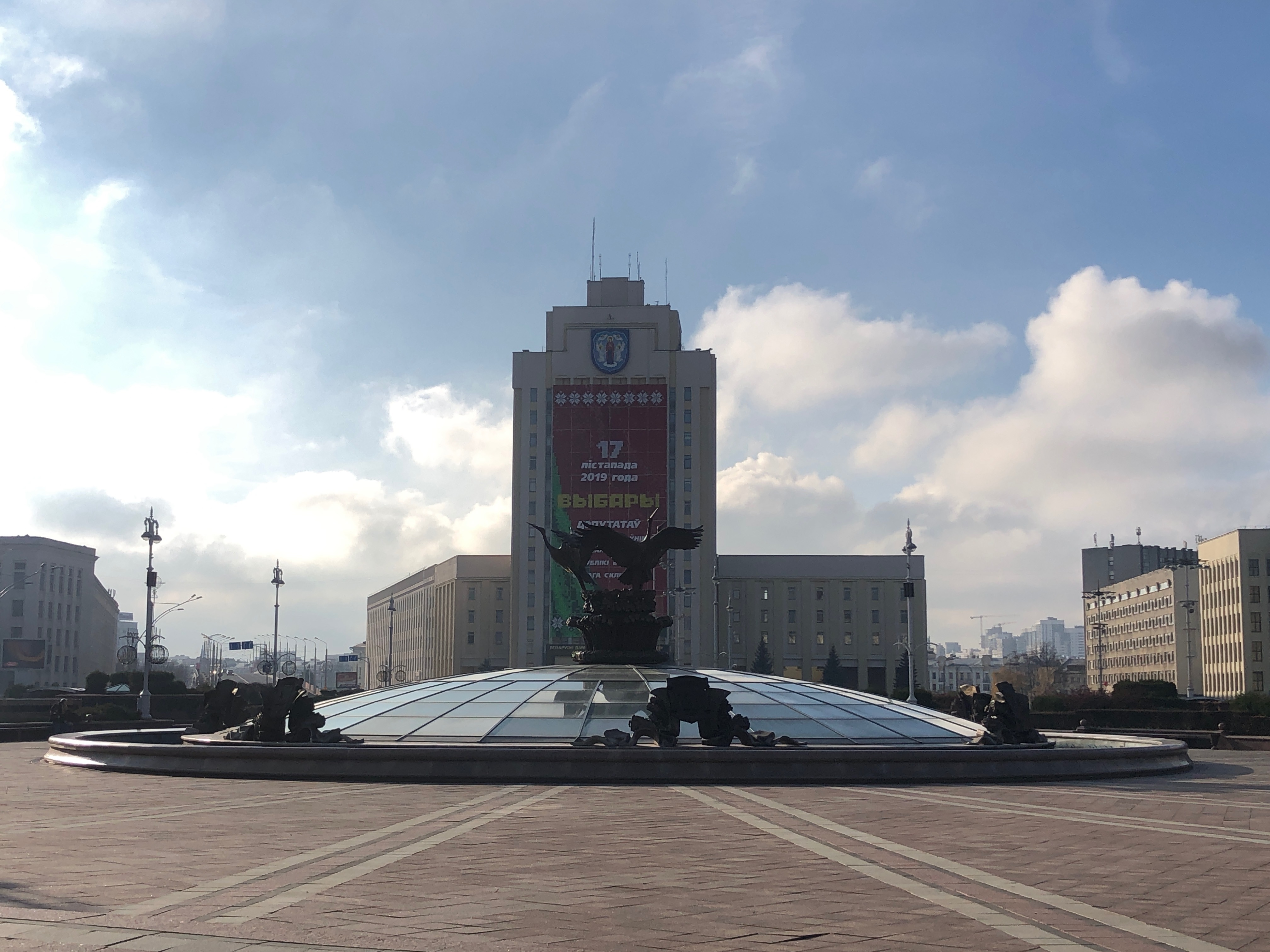
Площадь Независимости

Микрорайоны старой застройки, 4[уточнить] микрорайона Юго-Запад, 9[уточнить] микрорайонов Малиновка, микрорайоны-новостройки Брилевичи, Михалово, Дружба.

## География
Находится на юго-западе города между железнодорожной магистралью Минск — Брест и улицами Городской Вал, Кальварийской, Харьковской.
Улицы, по которым проходит граница Московского района:
- Московская,
- Бобруйская,
- Ленинградская,
- Свердлова,
- Независимости проспект,
- Городской Вал,
- Кальварийская,
- Романовская Слобода,
- Харьковская,
- Жукова проспект,
- Прилукская,
- Глаголева,
- Ковалёва,
- Кузнечная,
- Минская кольцевая автомобильная дорога,
- Курчатова.

Площадь района — 30 км².

### Парки и скверы
- Парк имени Михаила Павлова
- Малиновский парк
- Сендайский сквер
- Маломедвежинский сквер
- Грушевский сквер
- Лютеранский сквер
- Бобруйский сквер
- Мемориальный сквер
- сквер Жукова (сквер им. Жукова)
- сквер Минина
- сквер Адама Мицкевича
- сквер Полянка
- Фанипольский сквер
- сквер Окрестина
- сквер у улиц Хмелевского и Карла Либкнехта

## Население
Численность — 311 400 человек (на 1 января 2020 года).
Плотность населения составляет 9484 человека на км², что в 1,7 раза выше, чем по городу Минску. Средний возраст по переписи 1999 года составил 32,9 лет (мужчин — 32,1, женщин — 34,3). Каждый девятый житель района — пенсионер.
По данным переписи в районе проживают представители более 100 национальностей и народностей, большинство из них 81,8 % — белорусы, 13,7 % — русские, 2,1 % — украинцы.
Белорусский назвали родным языком 74,7 % жителей района. Язык, на котором обычно разговаривают дома, 71,9 % населения определило русский.
| Численность населения (по годам) | Численность населения (по годам) | Численность населения (по годам) | Численность населения (по годам) | Численность населения (по годам) | Численность населения (по годам) | Численность населения (по годам) | Численность населения (по годам) | Численность населения (по годам) | Численность населения (по годам) |
| 1996                             | 2000                             | 2001                             | 2002                             | 2003                             | 2004                             | 2005                             | 2006                             | 2007                             | 2008                             |
| -------------------------------- | -------------------------------- | -------------------------------- | -------------------------------- | -------------------------------- | -------------------------------- | -------------------------------- | -------------------------------- | -------------------------------- | -------------------------------- |
| 217 600                          | ↗ 226 632                        | ↗ 230 342                        | ↗ 236 654                        | ↗ 239 387                        | ↗ 241 396                        | ↗ 246 504                        | ↗ 252 658                        | ↗ 255 146                        | ↗ 259 006                        |
| 2009                             | 2010                             | 2011                             | 2012                             | 2013                             | 2014                             | 2015                             | 2016                             | 2017                             | 2018                             |
| ↗ 260 070                        | ↗ 271 009                        | ↗ 273 917                        | ↗ 276 028                        | ↗ 276 316                        | ↗ 279 884                        | ↗ 284 531                        | ↗ 291 599                        | ↗ 296 005                        | ↗ 301 667                        |
| 2019                             | 2020                             |                                  |                                  |                                  |                                  |                                  |                                  |                                  |                                  |
| ↗ 302 957                        | ↗ 311 400                        |                                  |                                  |                                  |                                  |                                  |                                  |                                  |                                  |

## Предприятия
Крупные предприятия:
- Минский вагоноремонтный завод,
- Минский метрополитен,
- Белмедпрепараты,
- Белнефтехим,
- Минский комбинат силикатных изделий,
- МАПИД,
- Радиостанция UNISTAR,
- Mak.by (бывший McDonald's)
- заводы «Калибр», «Альмагор» и др.

## Достопримечательности
На территории района:
- Пищаловский замок
- Здание  Красного костёла
- Мозаичное панно «Октябрь» (1974)
- Восточнославянские курганы XI века (в микрорайоне Юго-Запад-3)

### Памятники
- Памятник Франциску Скорине
- Памятник Евфросинье Полоцкой
- Памятник Миколе Гусовскому
- Памятник Жукову
- Памятник Адаму Мицкевичу
- мемориальный знак на месте гибели В. С. Омельянюка (1980)
- памятники студентам и преподавателям БГУ, погибшим во время Великой Отечественной войны (1975), погибшим студентам и преподавателям педагогического института (1975, создан студентами вуза)
- Батлейка

### Скульптуры
- Учительница (у входа в БГПУ)

## Образование
На территории района расположены 99 учреждений образования различных типов — от детских садов и школ до гимназий и лицея, в которых обучается и воспитывается около 35 тысяч детей.

### ВУЗы
- Белорусский государственный университет
- Белорусский государственный педагогический университет
- Белорусский государственный медицинский университет

## Транспорт

### Метрополитен
| Станция метро                | Линия                                                                                 | Дата открытия                                             | Выход к улицам                                                                                           | Изображение |
| ---------------------------- | ------------------------------------------------------------------------------------- | --------------------------------------------------------- | --- | ----------- |
| Фрунзенская                  |                                                                                       | 31 декабря 1990 года                                      | Юбилейная площадь; ул. Романовская Слобода; ул. Мельникайте; ул. Кальварийская; ул. Раковская; ул. Сухая |             |
| Площадь Ленина               |                                                                                       | 30 июня 1984 года                                         | Площадь Независимости; Бобруйская улица; Привокзальная площадь; улица Кирова; Ленинградская улица        |             |
| Грушевка                     | 7 ноября 2012 года                                                                    | Проспект Дзержинского; улица Щорса; улица Розы Люксембург | |             |
| Михалово                     | 7 ноября 2012 года                                                                    | Проспекту Дзержинского; ул. Гурского; ул. Уманская 1-я    | |             |
| Петровщина                   | 7 ноября 2012 года                                                                    | Проспект Дзержинского; ул. Голубева; ул. Семашко          | |             |
| Малиновка                    | 3 июня 2014 года                                                                      | Проспект Дзержинского; улица Есенина; улица Чечота        | |             |
| Юбилейная площадь            |                                                                                       | 7 ноября 2020 года                                        | Улица Сухая; улица Кальварийская;                                                                        |             |
| Площадь Франтишка Богушевича | Проспект Дзержинского; Площадь Франтишка Богушевича; Улица Немига; улица Клары Цеткин | 7 ноября 2020 года                                        | |             |

## Здравоохранение
Организации:
- Республиканский консультативный эндокринологический центр
- 4-я городская клиническая больница имени Н. Е. Савченко
- «Минский научно-практический центр хирургии, трансплантологии и гематологии» (ранее — «9-я городская клиническая больница»)[12]
- 11-я городская клиническая больница
- Городской клинический кожно-венерологический диспансер
- Минский консультационно-диагностический центр
- Республиканский научно-практический центр оториноларингологии
- Городские детские поликлиники:
  - 6-я городская детская поликлиника
  - 8-я городская детская поликлиника
  - 12-я городская детская поликлиника[13]
- Городские взрослые поликлиники:
  - 5-я городские поликлиника
  - 25-я городские поликлиника
  - 32-я городские поликлиника
  - 39-я городские поликлиника

## Культура
На территории расположены:
- Театры:
  - Белорусский государственный академический музыкальный театр
  - Национальный академический драматический театр имени М. Горького
  - Государственный молодёжный театр эстрады Республики Беларусь
  - Мимоза
- Музеи:
  - Белорусский государственный музей народной архитектуры и быта
  - Музей истории белорусского кино
  - Музей истории медицины
  - Анатомический музей
  - Музей истории ДОСААФ (народный)
- Библиотеки:
  - Президентская библиотека Республики Беларусь
  - Республиканская научная медицинская библиотека
  - Библиотека имени Л. Н. Толстого (Минск)
  - Фундаментальная библиотека БГУ
- Дворец культуры «Юнацтва»

## Кладбища
- Петровщина
- Брилевское
- Дворище
- Еврейское